# La Lumière verte
Pour plus de détails, voir Fiche technique et Distribution.
La Lumière verte (titre original : Green Light) est un film américain en noir et blanc réalisé par Frank Borzage, sorti en 1937.
Il s’agit de l'adaptation du roman à succès Green Light (le Signal vert) de Lloyd C. Douglas.

## Synopsis
Un chirurgien de renom cause accidentellement la mort d'une de ses patientes. C'est son assistant, le docteur Paige, qui est accusé de l'erreur, mais celui-ci cache la réalité en ne démentant pas cette version des faits. Il fait la connaissance d'un prêtre et rencontre Phyllis, fille de la patiente décédée, à qui il dissimule son identité. Le courageux chirurgien s'offre comme cobaye aux expériences qu'il mène pour découvrir un vaccin.

## Fiche technique
- Titre français : La Lumière verte
- Titre original : Green Light
- Réalisation : Frank Borzage
- Scénario : Milton Krims, d'après le roman éponyme de Lloyd C. Douglas
- Direction artistique : Max Parker
- Costumes : Orry-Kelly, Burrell Kring, Kathrine Grams
- Photographie : Byron Haskin
- Son : Robert B. Lee
- Montage : James Gibbons
- Musique : Max Steiner
- Producteurs : Hal B. Wallis et Henry Blanke
- Société de production et de distribution: Warner Bros. Pictures
- Pays de production :  États-Unis
- Langue : anglais
- Genre : Mélodrame
- Format : noir et blanc - pellicule : 35 mm - projection : 1,37:1 - son : Mono (Vitaphone)
- Durée : 85 minutes
- Dates de sortie : 
  - États-Unis : 20 février 1937
  - France : 16 juillet 1937

## Distribution
- Errol Flynn : Docteur Newell Paige
- Anita Louise : Phyllis Dexter
- Margaret Lindsay : Frances O'Gilvie
- Sir Cedric Hardwicke : Le doyen Harcourt
- Henry O'Neill : Docteur Endicott
- Henry Kolker : Docteur Lane
- Walter Abel : Docteur John Stafford
- Spring Byington : Mme Dexter
- Erin O'Brien-Moore : Pat Arien
- Pierre Watkin : Docteur Booth
- Granville Bates : Shérif
- Russell Simpson : berger
- Myrtle Stedman : infirmière
- Lillian Elliott : Mme Crandall